# Attila Szalai
Attila Szalai (ur. 20 stycznia 1998 w Budapeszcie) – węgierski piłkarz występujący na pozycji obrońcy, reprezentant kraju.

## Życiorys
Występował w juniorskich zespołach Gödi SE i Vác FC, a w 2010 roku został juniorem Vasasu. W roku 2012 został pozyskany przez Rapid Wiedeń. Do seniorskiej drużyny został wcielony w 2015 roku. W Rapidzie występował do 2017 roku, przeważnie w zespole rezerw, w którym rozegrał 43 spotkania. W sezonie 2015/2016 zdobył z pierwszą drużyną wicemistrzostwo Austrii. W 2017 roku został zawodnikiem Mezőkövesdi SE. W NB I zadebiutował 30 lipca w przegranym 0:5 meczu z Ferencvárosem. Szalai był zawodnikiem w Mezőkövesd przez dwa lata, rozgrywając w tym czasie 45 spotkań w lidze. W 2019 roku został zawodnikiem Apollonu Limassol. 15 listopada 2019 roku zadebiutował w reprezentacji w przegranym 1:2 towarzyskim meczu z Urugwajem. 17 stycznia 2021 roku został wykupiony przez Fenerbahçe SK za dwa miliony euro. Latem 2023 roku przeszedł do TSG 1899 Hoffenheim; kwota transferu wyniosła 12,3 miliona euro.

## Życie prywatne
Jest synem Attili, piłkarza m.in. MTK Budapeszt i Vác FC.

## Statystyki ligowe
| Sezon         | Klub             | Liga                      | Mecze | Gole |
| ------------- | ---------------- | ------------------------- | ----- | ---- |
| 2015/2016     | Rapid Wiedeń     | Bundesliga                | 1     | 0    |
| 2016/2017     | Rapid Wiedeń     | Bundesliga                | 0     | 0    |
| 2017/2018     | Mezőkövesdi SE   | NB I                      | 20    | 0    |
| 2018/2019     | Mezőkövesdi SE   | NB I                      | 25    | 2    |
| 2019/2020     | Apollon Limassol | Protathlima A’ Kategorias | 14    | 0    |
| 2020/2021 (j) | Apollon Limassol | Protathlima A’ Kategorias | 16    | 2    |
| 2020/2021 (w) | Fenerbahçe SK    | Süper Lig                 | 21    | 3    |
| 2021/2022     | Fenerbahçe SK    | Süper Lig                 | 31    | 1    |
| 2022/2023     | Fenerbahçe SK    | Süper Lig                 | 32    | 2    |